# Leave a Trace
«Leave a Trace» es una canción de la banda de synthpop escocesa Chvrches, de su segundo álbum, Every Open Eye. Fue lanzado como el primer sencillo oficial del álbum el 17 de julio de 2015 a través de Virgin Records y Goodbye Records. También fue trasmitida en la página oficial de la banda en Soundcloud.

## Recepción
La canción recibió críticas generalmente positivas. Luke Winstanley de Clash escribió: "'Leave a Trace' es otro punto a destacar, exageradamente infecciosa e inmediata, todas centradas en torno a un pulso de graves suave aunque persistente". Sam Shepherd de musicOMH escribió: "Leave a Trace encuentra a Mayberry segura de sus sentimientos y encuentra su cierre, con la entrega de una voz dulce que taladra profundamente en los centros de placer". Abby Johnston, de The Austin Chronicle, declaró que el rendimiento de Mayberry en la canción estaba "a nivel de una versión moderna de Cyndi Lauper". La revista Rolling Stone colocó «Leave a Trace» en el número 24 en su lista de las 50 mejores canciones de 2015.

## Descripción
Durante una entrevista con Pitchfork Media, Lauren Mayberry mencionó que la canción:

“Leave a Trace” es el dedo medio del mic-drop. Se trata de ese punto en el que estás como, “No hay razón para tener esta conversación de todos modos: No habrá ninguna decisión, no me voy a sentir mejor al respecto, no te sentirás mejor al respecto, ningún resultado de esto va a cambiar mi realidad”. Me hace sentir mejor escribir sobre eso — He hecho algo constructivo con ella. No pones en ella [la canción] a otras personas, sino pones en ella lo que haces. Esa siempre ha sido la forma en la que he escrito las letras. Mis exparejas no son amigos míos, pero estoy de acuerdo con ello.

## Vídeo musical
El vídeo musical de la canción fue dirigido por Warren Du Preez & Nick Thornton Jones, y fue publicado en el canal de la banda el 17 de agosto de 2015. La revista Consequence of Sound declaró que el vídeo:

En el atmosférico vídeo de “Leave a Trace”, Lauren Mayberry toma el centro del escenario y demuestra una vez más porqué se ha alzado como una de las principales frontwomen de las filas del indie. Confiada aunque vulnerable, seductiva pero feroz, Mayberry se niega a ser encasillada dentro de una personalidad determinada. Esto es aún más sorprendente teniendo en cuenta que ha pasado los últimos años luchando contra los trolls de Internet y sus comentarios sexistas y misóginos. Mayberry puede ser sexy, pero también te puede golpear el culo.